# Sassandrioides morettoi
Sassandrioides morettoi is een keversoort uit de familie van de boktorren (Cerambycidae). De wetenschappelijke naam van de soort werd voor het eerst geldig gepubliceerd in 2002 door Karl Adlbauer.